# Análise de perigos e pontos críticos de controle
Análise de perigos e pontos críticos de controle (APPCC), ou em inglês hazard analysis and critical control point (HACCP) é um sistema de gestão de segurança alimentar. O sistema baseia-se em analisar as diversas etapas da produção de alimentos, analisando os perigos potenciais à saúde dos consumidores, determinando medidas preventivas para controlar esses perigos através de pontos críticos de controle. Atualmente, um sistema de APPCC pode ser certificado pela ISO 22000.
Um dos principais problemas relacionado ao processamento de alimentos é a segurança dos alimentos, ou seja, o controle de perigos de contaminação dos alimentos devido a perigos físicos, químicos ou microbiológicos. Estes podem ocorrer durante todas as fases do processo, desde a recepção de matérias primas, durante o seu armazenamento, na preparação e por fim na confecção do produto final que chega ao consumidor. O APPCC é uma técnica usada na análise de potenciais perigos das operações, identificando onde estes podem ocorrer e decidindo quais os críticos para a segurança, os chamados pontos críticos de controle (PCC). Da identificação das operações críticas, são definidos os pontos de controle críticos e são definidas as ações a tomar. Mantendo estes pontos sob controle garante-se a conformidade dos produtos produzidos.
Empresas que se encontram em fase de implementação do seu Sistema de Garantia da Qualidade verificam que a ISO 9000 fornece uma excelente base para muitas iniciativas e que o HACCP encaixa-se particularmente bem neste modelo. Após a identificação dos pontos críticos de controle (pelo HACCP), a sua monitorização e controle é garantida pela ISO 9000. Como se complementam, a ISO 9000 e o HACCP devem ser usados em conjunto e são fundamentais para a evolução do negócio.
Qualquer estudo de HACCP pode ser facilmente documentado em qualquer sistema de qualidade, uma vez que as atividades da qualidade devem ser planejadas e definidas de forma a garantir que os resultados estejam de acordo com os requisitos especificados – Planos da Qualidade. Um exemplo de plano de qualidade pode ser um plano integrado de segurança alimentar coerente (HACCP) que pode ser preparado de diferentes formas por exemplo, como fluxograma ou especificações de análise de risco.
Uma vez que nos referimos à indústria de restauração a fase inicial do processo começa com a aquisição das matérias primas e consequentemente com a seleção, qualificação e avaliação dos Fornecedores. O nível de controle que a Empresa pretende exercer aos seus Fornecedores vai depender da natureza e intenção da utilização do material. As matérias primas utilizadas na confecção do produto final deve ter um controle rigoroso – determinando desta forma os pontos de controle críticos (CCP´s) no programa de análise de risco.
Durante o processo de confecção, definido pelo controle do processo abrange-se não só as matérias primas, como manuseadores, equipamentos, instalações e embalagens. Devem ser considerados os riscos provenientes de contaminações cruzadas relativas as matérias primas, embalagens e produtos e devem ser instalados sistemas para redução desses riscos (este sistema deve fazer parte do programa de HACCP).
Relativamente a processos especiais - processos em que os resultados não podem ser totalmente verificados pelas inspeções e testes ao produto, com uma análise de risco adequada e um controle efetivo é provável que esta área fique bem controlada.
Um dos pontos críticos de controle na restauração refere-se ao manuseamento, armazenamento, embalagem, preservação e expedição. Deve haver garantia que o produto e matérias são manuseadas, armazenadas, embaladas, preservadas e expedidas de acordo com condições que garantam a qualidade especificada.
Como fatores de controle devem ser considerados, os materiais de embalagem, as temperaturas de armazenamento, uma eficaz rotação de estoque e o ambiente das instalações.
Manuseadores
Relativamente aos manuseadores deve-lhes ser fornecida roupa de trabalho adequada (casacos, botas, chapéus, etc.) e formação apropriada em práticas de higiene e nos processos devendo estes ter conhecimento das instruções, normas, especificações, legislação aplicável (ou outros). É indispensável avaliar a sua higiene pessoal e ser efectuado o controlo da saúde (quer definido pela legislação quer especificados noutro documento).
Instalações
Deve estar definida a concepção higiénica das instalações assim como os requisitos para os processos de limpeza.
Equipamento
O equipamento deve ter a manutenção adequada, e quando aplicável verificados e/ou calibrados para assegurar que se mantêm capazes de operar de acordo com os requisitos especificados
Devem ser considerados todos os equipamentos de inspecção, medição e ensaio cujo resultado possa afectar a qualidade do produto final. Na restauração o equipamento de medição de temperaturas é crítico. Todas as calibrações devem ser rastreadas a padrões internacionais (sempre que aplicável).
O plano da qualidade deve identificar os pontos de controlo para inspecções e Ensaios a matérias primas e embalagem em curso e finais. A análise de risco (HACCP) pode ser usada para identificar os pontos de controlo.
Após execução das inspecções e ensaios os problemas detectados devem ser identificados, deve estar definido método de identificação do estado de inspecção para prevenir a utilização inadvertida. Como exemplo de identificações: Passou/Falhou Aceite/Recusado, Aguarda Inspecção que marquem de forma clara o produto.
Sempre que for detectado um produto não conforme, identificado pelas inspecções, reclamações de Clientes ou auditorias da qualidade internas, o sistema da qualidade deve prevenir a utilização inadvertida desses produtos até que seja tomada uma decisão de como lidar com eles. Deve ser feita a rastreabilidade do lote desse produto de forma a possibilitar a segregação de potenciais produtos não conformes. É sempre preferível encontrar os problemas antes dos Clientes e desta forma é indispensável a implementação eficaz do programa de HACCP e a sua monitorização.
Uma vez que um problema é identificado, há a necessidade de não apenas corrigir a situação de imediato como também identificar, quando possível, as causas. Uma vez que tenham sido identificadas, devem ser tomadas acções para evitar novas ocorrências. As acções correctivas devem ser endereçadas à área responsável, como exemplo auditorias de higiene e análises microbiológicas. Quando apropriado a utilização de técnicas de análise de risco devem ser aplicadas para preencher todos os aspectos preventivos da norma.
As auditorias da qualidade internas são de extrema importância para a Empresa uma vez que fornecem informação preciosa para melhorar o negócio. As auditorias podem também identificar situações de melhores práticas e podem ser estendidas para cobrir outras áreas tais como higiene, limpeza e segurança.